# Hans-Peter Martins lista
Hans-Peter Martins lista - För demokrati, kontroll och rättvisa (tidigare även: Hans-Peter Martins lista - För riktig kontroll i Bryssel) (tyska: Liste Dr. Martin - für Demokratie, Kontrolle, Gerechtigkeit och tidigare Liste Dr. Hans-Peter Martin - Für echte Kontrolle in Brüssel) var ett österrikiskt anti-korruptionsparti.

## Historia
Hans-Peter Martins lista grundades 2004 inför Europaparlamentsvalet 2004 av Hans-Peter Martin. Partiet är inte medlem i något europeiskt parti och dess ledamöter satt mellan 2004 och 2014 till största delen inte i någon partigrupp i Europaparlamentet, utan räknades till de grupplösa.
I Europaparlamentsvalet 2004 gjorde partiet en överraskande stor seger och fick 14,0 procent av rösterna och två mandat. Efter interna konflikter mellan Hans-Peter Martin och hans kollega Karin Resetarits, övergick Resetarits till ALDE-gruppen under mandatperioden och bytte samtidigt partitillhörighet till Liberales Forum (LIF).
I nationalrådsvalet 2006 fick partiet 2,8 procent av rösterna och hamnade under fyraprocentspärren. Därefter avstod partiet från att ställa upp både i nationalrådsvalet 2008 och 2013. 
I Europaparlamentsvalet 2009 gick partiet framåt och fick 17,7 procent av rösterna och tilldelades tre mandat. Partiets andra namn Martin Ehrenhauser satt tillsammans med Hans-Peter Martin under hela mandatperioden bland de grupplösa i Europaparlamentet. Partiets tredje namn, Angelika Werthmann, lämnade partiet 2012 och satt fram till april 2014 i ALDE-gruppen när hon blev utesluten av gruppen efter att hon hade utsetts till toppkandidat av Alliansen för Österrikes framtid (BZÖ) inför Europaparlamentsvalet 2014.
Den 25 mars 2014 tillkännagav Hans-Peter Martin att hans parti inte kommer att ställa upp i Europaparlamentsvalet 2014. Partiet har inte varit aktivt sedan dess.

## Valresultat
| Val  | Andel       | Mandat  | Ref   |
| ---- | ----------- | ------- | ----- |
| 2006 | 2,8 procent | 0 / 183 | [ 3 ] |
| 2008 | deltog ej   | 0 / 183 | [ 4 ] |
| 2013 | deltog ej   | 0 / 183 | [ 5 ] |
| 2017 | deltog ej   | 0 / 183 | [ 6 ] |

| Val  | Andel        | Mandat | Ref   |
| ---- | ------------ | ------ | ----- |
| 2004 | 14,0 procent | 2 / 18 | [ 7 ] |
| 2009 | 17,7 procent | 3 / 17 | [ 8 ] |
| 2014 | deltog ej    | 0 / 18 | [ 9 ] |

## Partiledare
- sedan 2004: Hans-Peter Martin